# Magnus Warming
Magnus Warming (født 8. juni 2000) er en dansk fodboldspiller, der spiller for Lyngby Boldklub.

## Karriere
Warming spillede i sine ungdomsår for Nykøbing FC, inden han i 2015 skiftede til Brøndby IF.

### Brøndby IF
Den 21. maj 2017 fik Warming sin debut i Superligaen for Brøndby IF i en kamp mod Lyngby Boldklub. Han blev skiftet ind efter 80. minutter og erstattede Frederik Holst. Han var da 16 år og 348 dage gammel, og det gjorde ham på daværende tidspunkt til den yngste spiller nogensinde for Brøndby IF til at optræde i landets bedste fodboldrække. Den 11. februar 2018 blev rekorden dog slået, da Morten Frendrup fik sin debut i Superligaen i en alder af 16 år og 310 dage.
Han skrev i starten af juni 2017 under på en treårig forlængelse af sin kontrakt med henblik på at være en del af U/19-holdet.

#### Nykøbing FC
Den 11. januar 2019 udlejede Brøndby IF Magnus Warming til Nykøbing FC. Lejeaftalen gjaldt for hele 2019. I sin tid i klubben, blev det til 23 kampe og fem mål. Det blev derudover til én kamp i Sydbank Pokalen, dog uden at score.

### Lyngby BK
Den 7. januar 2020 underskrev Warming kontrakt med Lyngby Boldklub. Han imponerede ved flere lejligheder og scorede især afgørende mål i anden halvdel af sæsonen 2020-21. Men endte med en nedrykning til 1. division med klubben den 9. maj 2021 efter at man tabte til sidst placerede AC Horsens. Den 12. maj 2021 blev det meddelt, at Warming havde afslået et bud fra de forsvarende norske mestre Bodø / Glimt.

### Torino
Den 9. juli 2021 underskrev Warming en treårig kontrakt med Serie A-klubben Torino F.C..
Den 17. oktober fik han sin debut for Torino i en Serie A-kamp mod Napoli, hvor han blev skiftet ind i de døende minutter, da Napoli vandt 1-0 på Stadio Diego Armando Maradona.

### Lyngby Boldklub
Efter have været i Norsk fodbold vendte Magnus Warming tilbage til Lyngby Boldklub på en 4-årig kontrakt den 20. august 2024.